# Borgloh
Borgloh ist ein Ortsteil der Gemeinde Hilter am Teutoburger Wald im Landkreis Osnabrück in Niedersachsen mit 1782 Einwohnern. Borgloh gehört erst seit dem 1. Juli 1972 zur Gemeinde Hilter und war vorher eine eigenständige Gemeinde.

## Geografie
Borgloh liegt nördlich des Teutoburger Waldes.

## Geschichte
Borgloh wurde zum ersten Mal in einer Urkunde aus der zweiten Hälfte des 11. Jahrhunderts als „Burcla“ erwähnt. Sie stammt aus der Zeit von Benno II. von Osnabrück als Bischof (1068–1088), ist nicht im Original erhalten, sondern in Abschriften aus dem 14. Jahrhundert.
Am 1. Juli 1970 wurden die früher eigenständigen Gemeinden Allendorf, Borgloh-Wellendorf, Ebbendorf, Eppendorf und Uphöfen zur Einheitsgemeinde Borgloh zusammengeschlossen. Zwei Jahre später, am 1. Juli 1972 wurde diese wiederum, zusammen mit den Gemeinden Hankenberge und Hilter, zur Gesamtgemeinde Hilter zusammengefasst.

## Verkehr
Die nächstgelegene Autobahn ist die A33, die etwa 4 km entfernt liegt und über die Anschlussstelle Ebbendorfer Straße zu erreichen ist.
Von der nächsten größeren Stadt Osnabrück ist Borgloh über die Buslinien 468 und 469 zu erreichen.

## Vereine
In Borgloh gibt es mehrere Vereine. Mit dem TuS Borgloh einen Sportverein mit vielen Abteilungen, unter anderem Fußball, Tischtennis, Tennis und Volleyball. Gegründet wurde dieser Verein 1938. Im Jahr 2008 wurde nach der Turnabteilung auch die Fußballabteilung des TuS Borgloh mit der SG-Hankenberge/Wellendorf zusammengelegt. Zusätzlich zum Sportverein gibt es einen Schützenverein, einen Reitverein, einen Heimatverein, ein Blasorchester, welches aus Hauptorchester, Jugendorchester und Miniorchester besteht, einen Kirchenchor, einen Männergesangverein und eine örtliche Kolping- und Landjugendgruppe.

## Veranstaltungen
Jährlich wird vom MSC Osnabrück am Uphöfener Berg in Borgloh im August das Osnabrücker Bergrennen ausgetragen. Am letzten Februarwochenende wird jedes Jahr am Samstagabend und Sonntagnachmittag das Konzert des Blasorchesters Borgloh veranstaltet. Ende Juni feiert der Schützenverein von Freitag bis Montag das jährliche Schützenfest.
Im August 2018 beging der Ort Borgloh sein 950-jähriges Bestehen.